# رستم كلاتة سادات
رستم كلاتة سادات (بالفارسية: رستم‌کلاته سادات) هي قرية تقع في غلستان في إيران. يقدر عدد سكانها بـ 819 نسمة .